# Grêmio Atlético Guarani
O Grêmio Atlético Guarani foi um clube brasileiro de futebol da cidade de Lages, em Santa Catarina. Ao longo de seus 18 anos de vida, o Bugre Lageano foi duas vezes campeão citadino e disputou 8 edições do Campeonato Catarinense. Seu melhor resultado no estadual ocorreu em 1967, quando ele ficou em terceiro lugar.[carece de fontes?] O clube é considerado até hoje o maior rival do Inter de Lages na história.
O Guarani encerrou suas atividades em 1970. Em 2001, disputando a segunda divisão do estadual, o Bugre Lageano chegou a esboçar a retomada de suas atividades, mas ele voltou a fechar as portas no mesmo ano.